# فالنچین (استان کویافسکو-پومورسکی)
فالنچین (به لهستانی:  Falęcin) یک روستا در لهستان است که در گمینا پاپووو بیسکوپیه واقع شده‌است.